# Feson I
Feson I (李恢成, I Feson), né le 26 février 1935 à Maoka (Japon), aujourd'hui Kholmsk, en Russie et mort le 5 janvier 2025 à Tokyo, est un romancier japonais zainichi. En 1972, il est le premier Coréen d'origine à remporter le prix Akutagawa. Ses titres principaux sont Mihatenu Yume (見果てぬ夢, « Rêve inaccompli ») et Hyakunenno tabibitotachi (百年の旅人たち, « Les Voyageurs de cent ans »). Il a également utilisé le nom de plume Kaisei Ri (Ri Kaisei). La forme coréenne de son nom est I Hoeseong.

## Prix
- 1969 : 12e prix Gunzō des nouveaux écrivains (群像新人文学賞) pour Mata futatabino michi (またふたたびの道)
- 1972 : 66e prix Akutagawa pour Kinutawo utsu onna (砧をうつ女)
- 1994 : Prix Noma de littérature pour Hyakunenno tabibitotachi (百年の旅人たち)

## Principaux ouvrages
- Kinutawo utsu onna (砧をうつ女)
- Watashino Saharin (私のサハリン; Mon Sakhaline)
- Kayakono tameni (伽倻子のために; Pour Kayako; adapté au cinéma par Kōhei Oguri en 1984)
- Imujingawa wo mezasu toki (イムジン江をめざすとき; regards sur la rivière Imji)
- Ryūminten (流民伝; Contes de réfugiés)
- Kanōsei toshiteno "Zainichi" (可能性としての「在日」; Zainichi as a possibility)
- Chijō seikatsusha (地上生活者; Living on land; third portion being serialized in Gunzou Magazine)